# Takaya Yoshinare
Takaya Yoshinare (吉馴 空矢 Yoshinare Takaya?, nacido el 7 de junio de 2001 en Osaka) es un futbolista japonés que juega como centrocampista en el Cerezo Osaka de la J1 League.
En 2019, Yoshinare se unió al Cerezo Osaka de la J1 League.

## Trayectoria

### Clubes
| Club                | País  | Año           |
| ------------------- | ----- | ------------- |
| Cerezo Osaka sub-23 | Japón | 2019          |
| Cerezo Osaka        | Japón | 2020 -        |
| Kamatamare Sanuki   | Japón | 2021 (cedido) |
| FC Osaka            | Japón | 2022 (cedido) |

## Estadística de carrera

### J. League
| Club                | Año   | J. League | J. League | Copa J. League | Copa J. League | Total | Total |
| Club                | Año   | Part.     | Goles     | Part.          | Goles          | Part. | Goles |
| ------------------- | ----- | --------- | --------- | -------------- | -------------- | ----- | ----- |
| Cerezo Osaka        | 2019  | 0         | 0         | 0              | 0              | 0     | 0     |
| Cerezo Osaka sub-23 | 2019  | 16        | 0         | -              | -              | 16    | 0     |
| Total               | Total | 16        | 0         | 0              | 0              | 16    | 0     |